# Oeringer Straße 11 (Quedlinburg)

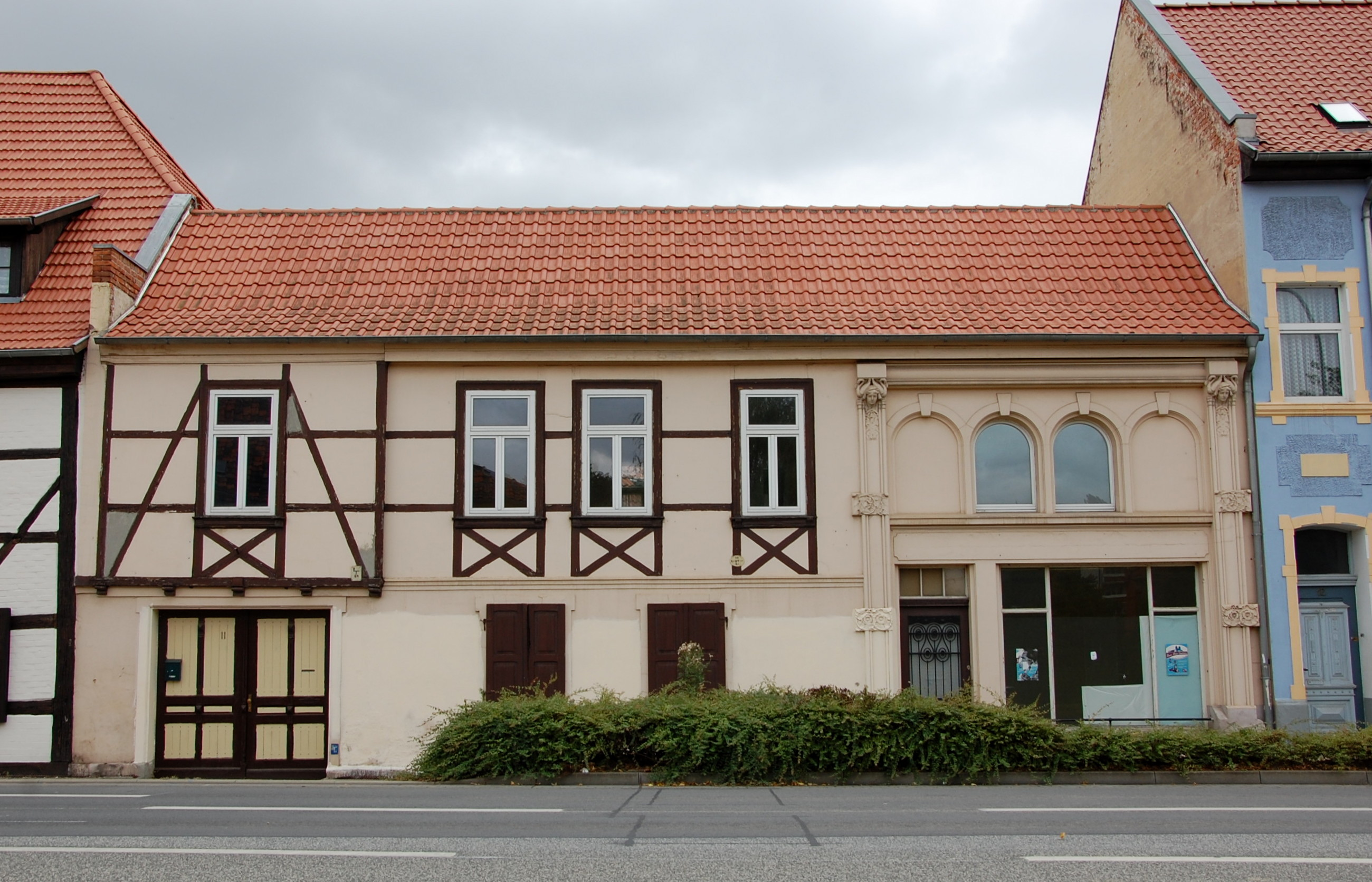
Haus Oeringer Straße 11, rechts die Jugendstilfassade

Das Haus Oeringer Straße 11 ist ein denkmalgeschütztes Gebäude in der Stadt Quedlinburg in Sachsen-Anhalt.

## Lage
Es befindet sich östlich der historischen Quedlinburger Neustadt auf der Südseite der Oeringer Straße. Im Quedlinburger Denkmalverzeichnis ist es als Ackerbürgerhof eingetragen.

## Architektur und Geschichte
Der Hof entstand vermutlich im 19. Jahrhundert. In der Zeit kurz nach dem Jahr 1900 wurde das straßenseitige, zweigeschossige Wohnhaus umgebaut und erhielt eine massive Fassade in Formen des Jugendstils.